# Karl Ehrenbolger
Karl Ehrenbolger   (Suïssa, 13 de novembre de 1899 - 13 de setembre de 1993) fou un futbolista suís que va competir durant la dècada de 1920.
El 1924 va prendre part en els Jocs Olímpics de París, on guanyà la medalla de plata en la competició de futbol. Pel que fa a clubs, defensà els colors del Nordstern (1924-1927) i del Concordia (1929-1930). Amb la selecció nacional jugà 18 partits, en què marcà un gol.